# Aweke Ayalew
Aweke Ayalew (sinh ngày 23 tháng 2 năm 1993) là vận động viên điền kinh người Ethiopia gốc Bahrain. Anh đã tham gia tranh tài ở các cuộc đua 5000 và 10,000 mét tại Giải vô địch Thế giới năm 2015 ở Bắc Kinh.

## Các cuộc thi quốc tế
| Năm                  | Giải đấu                          | Địa điểm             | Thứ hạng             | Nội dung             | Chú thích            |
| Representing Bahrain | Representing Bahrain              | Representing Bahrain | Representing Bahrain | Representing Bahrain | Representing Bahrain |
| -------------------- | --------------------------------- | -------------------- | -------------------- | -------------------- | -------------------- |
| 2014                 | World Half Marathon Championships | Copenhagen, Denmark  | 50th                 | Half marathon        | 1:03:01              |
| 2014                 | Continental Cup                   | Marrakech, Morocco   | 5th                  | 3000 m               | 7:56.581             |
| 2015                 | Arab Championships                | Isa Town, Bahrain    | 3rd                  | 5000 m               | 13:29.03             |
| 2015                 | World Championships               | Beijing, China       | 33rd (h)             | 5000 m               | 14:07.18             |
| 2015                 | World Championships               | Beijing, China       | 21st                 | 10,000 m             | 29:14.55             |
| 2017                 | Islamic Solidarity Games          | Baku, Azerbaijan     | 8th                  | 5000 m               | 13:36.31             |

1Đại diện Châu Á-Thái Bình Dương

## Thành tích cá nhân
Ngoài trời
- 3000 metres – 7:49.09 (Székesfehérvár 2014)
- 5000 metres – 13:05.00 (Rabat 2013)
- 10,000 metres – 29:14.55 (Beijing 2015)
- Half marathon – 1:03:01 (Copenhagen 2014)

Trong nhà
- 5000 metres – 13:30.79 (Düsseldorf 2015)